# 73 (число)
73 (сімдеся́т три) — натуральне число між 72 та 74.

## У математиці
- 21-е просте число

## У науці
- Атомний номер танталу

## У кінематографі
- 73 — найкраще число на думку Шелдона Купера в серіалі «Теорія великого вибуху».  73 — це 21 просте число. Написане навпаки воно 37 — це дванадцяте просте число, і якщо написати його навпаки — 21, — це результат множення семи і трьох, а також число 73, написане в двійковій системі числення є паліндромом: 1-0-0-1-0-0-1.

## В інших галузях
- 73 — 1/5 частину від 365. Відповідно 73 дні — одна п'ята частина невисокосного року.
- 73 рік, 73 рік до н. е., 1973 рік
- ASCII-код символу «I»
- В аматорському радіозв'язку замінює фразу «найкращі побажання». Також особливі значення мають 55, 88 та 99.
- Передача числа «73» азбукою Морзе також є паліндромом: «тире-тире-крапка-крапка-крапка» «крапка-крапка-крапка-тире-тире».